# Estadio Beto Ávila
 (septembre 2024).
L'Estadio Beto Ávila est un stade de baseball situé à Cancún au Mexique. Cette enceinte des années 1980 rénovée deux fois est utilisée depuis 1996 en Ligue mexicaine de baseball. La dernière rénovation de 2006 porte la capacité du stade de 4500 à 9000 places.

## Dimensions
- Champ gauche : 335 ft
- Champ centre : 400 ft
- Champ droit : 335 ft